# 日本電氣總部大樓
日本電氣總部大樓（日语：日本電気本社ビル）是位於日本東京都港區的一座摩天大樓。

## 历史
竣工於1990年。這座大樓高180米，地上有43層，地下有4層，是日本電氣的總部所在地，又有NEC SUPER TOWER的暱稱。建築特徵之一是在大樓中部50-65米處有一個巨大的開口。2000年，NEC因業績不佳而出售這座大樓。現在該建築由野村房地产基金投资公司所有。
該建築曾在1994年獲得好設計獎。

## 脚注
1. ↑  NEC: Press Release『2000/1/18-01 （页面存档备份，存于）』
2. ↑  野村不動産マスターファンド投資法人『日本電気本社ビル｜ポートフォリオ （页面存档备份，存于）』